# Pseudogonatodes gasconi
Pseudogonatodes gasconi — вид геконоподібних ящірок родини Sphaerodactylidae. Ендемік Бразилії. Вид названий на честь канадського еколога Клода Гаскона.

## Поширення і екологія
Pseudogonatodes gasconi відомі з типової місцевості, розташованої на лівому бережі річки Журуа в муніципалітеті Порту-Валтер в штаті Акрі. Вони живуть у вологих тропічних лісах Амазонії.